# رائول گایتان
رائول گایتان (انگلیسی: Raúl Gaitán؛ زادهٔ ۱۰ سپتامبر ۱۹۷۹) بازیکن فوتبال اهل اسپانیا است.
از باشگاه‌هایی که در آن بازی کرده‌است می‌توان به باشگاه فوتبال مالاگا اشاره کرد.